# Piet ten Bruggen Cate
Petrus „Piet” ten Bruggen Cate (ur. 2 września 1870 w Almelo, zm. 15 listopada 1942 w Apeldoorn) – holenderski strzelec, olimpijczyk.
Uczestnik Letnich Igrzysk Olimpijskich 1908, gdzie wystąpił w 3 konkurencjach. Osiągnął 12. miejsce w pistolecie dowolnym z 50 jardów i 6. pozycję w drużynowym strzelaniu z pistoletu dowolnego z 50 jardów. Ponadto zajął 32. lokatę w karabinie dowolnym w trzech postawach z 300 m.

## Wyniki

### Igrzyska olimpijskie
| Igrzyska    | Konkurencja                            | Wynik                             | Miejsce | Źródło |
| ----------- | -------------------------------------- | --------------------------------- | ------- | ------ |
| Londyn 1908 | Karabin dowolny, trzy postawy, 300 m   | 726 pkt. (271–238–216)            | 32      | [ 3 ]  |
| Londyn 1908 | Pistolet dowolny, 50 jardów            | 421 pkt.                          | 24      | [ 1 ]  |
| Londyn 1908 | Pistolet dowolny, 50 jardów, drużynowo | 1632 pkt. (druż.) 384 pkt. (ind.) | 6       | [ 2 ]  |